# قلعه چوارقلا
قلعه چوارقلا، دژی تاریخی در استان ایلام ایران است. با توجه به موقعیت قلعه و سبک معماری آن، به نظر می‌رسد که این دژ همانند دیگر دژهای غرب زاگرس، کاربرد نظامی داشته‌است.

## موقعیت
قلعه تاریخی چوار، معروف به قلا، در ۱۲ کیلومتری غرب شهر چوار و ۲ کیلومتری شهر ایلام، بر سر راه چوار به نواحی مرزی با کشور عراق واقع شده‌است. مجموعهٔ بناهای این دژ بر فراز و دامنه‌های ناهمواری که حدود ۳ متر از دامنه‌های پیرامونی ارتفاع دارد ساخته شده‌است. زمین‌های کشاورزی با کشت دیم جهات شمال و شرق این قلعه را تشکیل می‌دهد. محیط پیرامون این دژ، طبیعتی بسیار زیبا دارد. رودخانه قلا در جنوب آن جاری است و در غرب این اثر باستانی یک پرتگاه طبیعی است. این قلعه به صورت دژی مستحکم ساخته شده و دارای سه قسمت است: بنای اصلی قلعه، دیوارهای جانبی و دیوارهای بلندی که از راس تپه تا پایین امتداد دارد.
این بنای تاریخی تاکنون مورد بررسی و کاوش گستردهٔ علمی قرار نگرفته‌است؛ البته مدیریت میراث فرهنگی استان ایلام، این دژ را مستندسازی و شناسایی کرده‌است.
برخی نویسندگان محلی در نوشته‌های خود از این قلعه و موقعیت آن مطالب اندکی ارائه داده‌اند. آثار فرهنگی به جای مانده در این اثر، نشان می‌دهد که احتمالاً این دژ در اواخر دورهٔ ایران باستان و اوایل دوران گسترش اسلام، مورد استفاده قرار گرفته‌است.

### موقعیت طبیعی و جغرافیایی قلعه
بر اساس نوشته‌های محمودیان (۱۳۸۳)، این قلعه یکی از بزرگ‌ترین قلاع منطقع است که بر فراز تپه‌ای بلند در مسیر چوار، مورت تجریان به سمت دهستان چکر بولی و ناحیه مرزی با کشور عراق ایجاد شده‌است. این اثر در حاشیه شمالی رود فرعی قلا که به رود گدار خوش می‌پیوندد، قرار گرفته‌است. جاده خاکی روستای مورت به قلاع درست از جنوب این محل می‌گذرد. تقریباً شمال و غرب این تپه به پرتگاه طبیعی محدود می‌شود که این امر شرایط مناسب امنیت را برای ساکنان قلعه در این قسمت فراهم می‌ساخته است. دامنه جنوبی و جنوب شرقی این محوطه با شیبی تقریباً ملایم به محیط زمین‌های اطراف خود منتهی می‌شود. بنای قلعه بر روی این تپه به گونه است که نشان می‌دهد این مکان در ادوار گذشته جایگاهی استراتژیک برای ساکنان آن بوده‌است. می‌توان گفت پشت قلعه از جمله قلاع مهم تدافعی است که در موقعیتی مناسب بر سر راه گنجوان و حاشیه غربی استان ایلام واقع شده‌است. موقعیت جغرافیایی این قلعه با دیگر قلاع مهم منطقه به گونه‌ای است که با هم در ارتباط بوده‌اند. ارتباط جاده‌ای، ارتباط با امکانات اولیه و قلعه سرنی در ناحیه مرزی ایران و عراق و در غرب تپه قلاع واقع شده‌است و برخی قلاع در نواحی کوهستانی شرقی آن نیز وجود داشته که زنجیره ارتباطی آن‌ها قابل تصور است.

## مشخصات اثر

### ویژگی توپوگرافی و شکل ظاهری
به گفته محمودیان (۱۳۸۳)، چون ساختمان قلعه بر فراز یک تپه طبیعی مرتفع قرار دارد، دارای ظاهر طبیعی کوهستانی است و در قسمت‌های مختلف سطح و دامنه تپه، پوشش گیاهی جنگل و مرتع ملاحظه می‌شود. در ساخت بنای این قلعه عظیم الگو ونظم هندسی معینی وجود ندارد بلکه شرایط پستی و بلندی تپه بر سبک معماری اثر گذاشته و این ویژگی موجب شکل‌گیری بافت معماری قلعه بوده‌است. به‌طوری‌که دیوار عرضی کمربند بیرونی حصار و دژ قلعه به جز در دامنه جنوبی و جنوب شرقی که با شیبی تقریباً ملایم به پایین تپه و کنار رودخانه منتهی می‌شود، در سایر قسمت‌ها به محدوده‌های پرتگاه‌های طبیعی اطراف تپه محدود می‌شود. همچنین بین دیوارهای دفاعی که از راس تپه و به سمت زمین‌های پیرامونی کشیده شده در برخی جاها که شیب دامنه تند می‌باشد بقایای معماری دیده نمی‌شود ولی در جاهایی که مسطح است آثار معماری ملاحظه می‌شود.

### شناسه‌های فرهنگی اثر
بر اساس اثر محمودیان (۱۳۸۳)، مواد اصلی بکار رفته در برپایی آثار بنای قلعه، قلوه سنگ‌ها و لاشه سنگ‌های محلی و ملاط گچ می‌باشد. نمای دیوارها که با این مصالح ساخته شده، ساده است و دارای اندود نیست اما دیوار اتاق‌ها که فقط قسمتی از آن‌ها باقی‌مانده دارای اندود گچ می‌باشد. بررسی گزارش‌های باستان‌شناسی نشان می‌دهد که تکه‌های شیشه به رنگ سبز روشن و از سطح تپه به دست آمده‌است که از نظر نوع و قدمت قابل مطالعه است. در تمام سطح و دامنه‌های تپه و نیز زمین‌های پست پیرامونی تکه‌های سفال دیده می‌شود که عمدتاً چرخ‌ساز و معدودی از آن‌ها دست‌ساز می‌باشند. سفال‌های پشت قلعه در اندازه‌های ظریف، متوسط و خشن طبقه‌بندی می‌شوند. اکثر سفال‌ها بدون لعاب بوده و دارای پوشش گلی است. رنگ سفا نخودی و آجری و پخت بعضی از سفال‌ها ناقص بوده‌است. از نظر تزیین دو نوع سفال بر روی تپه‌ها دیده می‌شود؛ یکی ساده و دیگری منقوش. نقوش تزیینی عبارت‌اند از: نقوش کنده‌کاری شده ترکیبی، نقوش کنده‌کاری شده نواری در دور ظروف و نیز نوعی نقوش تزیینی فشاری بر روی سفال دیده می‌شود. شاموت سفال‌ها شن و ماسه و نرم ومواد گیاهی بوده‌است.

## توصیف بقایای معماری
به گفته محمودیان (۱۳۸۳)، مواد اصلی بکار رفته برای برپایی آثار معماری گسترده این قلعه، قلوه سنگ‌ها، لاشه سنگ‌های محلی و ملات گچ است و نمای دیوارها ساده بوده از هیچ نوع اندود گچی استفاده نشده‌است. ظاهر نامنظم و برهنه قلوه سنگ‌ها چهره‌ای خشن به دیوارهای مختلف این بنا داده‌است. این بنای عظیم دارای قسمت‌های مختلفی است که عبارت‌اند از:
1. دیوارهای دفاعی که از راس تپه به سمت پایین کشیده شده‌اند.
2. دیوارهای عرضی کمربندی در پیرامون تپه
3. آثار معماری که بر فراز تپه در شمال قسمت اصلی تپه وجود دارد.
4. مناطق مسکونی دامنه تپه
5. اتاقهای نگهبانی
6. راهرو زیرزمینی

ساختمان اصلی تپه بر فراز تپه طبیعی با دیوارهای بلندی ساخته شده‌است و در وسط این بنا حفره بزرگی وجود دارد که به عنوان نوعی بنای زیرزمینی از آن استفاده می‌شده‌است. در دامنه شمالی بنای اصلی و بر فراز سطح تپه، در پی چندین ساختمان آثار و بقایایی دیده می‌شود. همچنین در این قسمت قلعه، در ضلع غربی دیوار کمربند بیرونی حصار، آثار دو برج در کنار دیوار دیده می‌شود که ارتفاع دیوار یکی از برجها به سه متر می‌رسد. در مجموع ۵ دیوار دفاعی از بالای تپه به سمت پایین ایجاد شده که سه تا از آن‌ها در سمت جنوب قلعه و یکی در سمت شرق تپه و دیگری در سمت شمال تپه دیوارهای عرضی پیرامونی تپه را به هم وصل می‌کنند. از سه دیوار جنوبی دیوار وسطی کاربرد راهروی زیرزمینی و پنهانی داشته که برای آوردن آب از دامنه تپه به بالای قلعه از آن استفاده می‌شده‌است. بر روی برخی از این دیوارها اتاق‌های نگهبانی نیز ایجاد شده‌است. طول برخی از این دیوارها ۳۰۰ متر است. همچنین سه دیوار عرضی در پیرامون تپه ایجاد شده‌است که طول حصار کمربند بیرونی به حدود ۵۰۰ متر می‌رسد. در قسمت‌هایی از این دیوارها، اتاق و جایگاه‌هایی برای دیده‌بانی و حفاظت از قلعه تعبیه شده‌است. همچنین در جهات شمال شرق، شرق و جنوب محوطه در حد واصل دیوارهای عرضی پیرامون تپه آثار معماری دیده می‌شود که احتمالاً محل سکونت و استقرار نیروها و دیگر ساکنان این دژ بوده‌است. قطر برخی از دیوارهای این قلعه به ۲ متر می‌رسد.

### توصیف شرایط استقرار اولیه
به گفته محمودیان (۱۳۸۳)، به احتمال زیاد سه عامل اصلی موجب شده تا قلعه عظیم چوار در این مکان برپا شود:
۱- ارتفاع نسبتاً بلند تپه طبیعی که قلعه چوار بر آن قرار دارد و شرایط خاص آن که تقریباً از جهات سه‌گانه غربی، شمال و شرقی به پرتگاه منتهی می‌شود و تقریباً از این سه جبهه قلعه دارای موانع طبیعی است که قلعه را غیرقابل نفوذ کرده‌است. حصار عرضی کمربند بیرونی پیرامون تپه نیز به این مهم کمک می‌کند.
۲- شرایط خاص قرارگیری این تپه در یک موقعیت استراتژیک بر سر راه چوار، چم ژیه و نواحی مرزی عراق
۳- وجود رودخانه جاری در جبهه جنوبی این مکان که مشکل نیاز به آب را حل کرده‌است، بخصوص با ایجاد راهروی زیر زمینی در این جبهه از بنا، ساکنین می‌توانستند به راحتی از راس تا دامنه تپه آب مورد نیاز خود را تأمین کنند.

## عوامل تخریب اثر
بر اساس اثر محمودیان (۱۳۸۳)، یکی از عوامل تخریب این بنای تاریخی-فرهنگی مهم، فرسایش‌های طبیعی مانند رشد گیاهان و درختان، نفوذ رطوبت، تغییر دما و بارش‌های سالیانه است. عامل مهم دیگر تخریب و فرسایش این محل حفاریهای غیرمجاز می‌باشد که بخصوص بر فراز تپه و در محدوده تپه اصلی مشاهده می‌شود.
این بنا جزء قلاع مسکونی-نظامی می‌باشد و این امر را می‌توان از روی خرابه‌های باقی‌مانده از دیوارهای اتاق‌ها و همچنین از روی باروها و برجهای نگهبانی آن به خوبی مشاهده کرد. آثار فرهنگی سطح تپه، وسعت و گستردگی بقایای معماری و نوع صالح بکار رفته نشان می‌دهد که احتمالاً این بنا متعلق به اواخر دوره تاریخی و اوایل دوره اسلامی است. البته در مورد قلعه چوار به جز چند منبع محلی، اطلاعات دقیقی در دسترس نیست و در منابع تاریخی به آن اشاره نشده‌است.